# Nguyễn Hội
Nguyễn Hội (1931-1974) là một liệt sĩ, Anh hùng lực lượng vũ trang nhân dân.

## Tiểu sử
Ông còn có tên là Nguyễn Phúc Anh, sinh năm 1931, quê ở xã Hàm Liêm, huyện Hàm Thuận Bắc, tỉnh Bình Thuận.
Sinh ra trong một gia đình nông dân nghèo, cha mẹ đều chết sớm, từ nhỏ, ông sống với người chị gái. Sau vì gia cảnh quá nghèo, ông bỏ nhà lang thang kiếm sống ở nhiều nơi.
Năm 1948, ông gia nhập đội du kích địa phương dưới sự lãnh đạo của Việt Minh, chiến đấu chống lại thực dân Pháp.
Ông tiếp tục tham gia bộ đội địa phương tỉnh Bình Thuận, dưới sự lãnh đạo của Mặt trận Dân tộc giải phóng miền Nam Việt Nam, chiến đấu chống chính quyền Việt Nam Cộng hòa, đi từ chiến sĩ lên cán bộ trung đội rồi đại đội.
Ngày 5 tháng 5 năm 1965, ông được Ủy ban Trung ương Mặt trận Dân tộc Giải phóng miền Nam Việt Nam tặng thưởng Huân chương Quân công Giải phóng hạng Ba và danh hiệu Anh hùng lực lượng vũ trang nhân dân giải phóng, với chức vụ Đại đội trưởng Đại đội đặc công tỉnh Bình Thuận. Theo báo cáo thành tích, ông đã tham gia chiến đấu 32 trận, tiêu diệt và bắt sống hơn 100 tên địch, thu 41 súng các loại. Trong chiến đấu, ông luôn luôn dũng cảm, xông xáo, nơi nào khó khăn ác liệt nhất đều có mặt, chỉ huy kiên quyết, mưu trí và linh hoạt. Ông thường cùng đi với tổ xung kích mũi nhọn, đánh thọc sâu chia cắt làm rối loạn đội hình địch, tạo điều kiện cho trận đánh dứt điểm nhanh, gọn.
Ông hy sinh ngày 9 tháng 9 năm 1974.
Tên ông được đặt cho các con đường ở thành phố Phan Thiết, thị trấn Võ Xu (huyện Đức Linh) và thị trấn Liên Hương (huyện Tuy Phong).